# Économie des îles Pitcairn
L'économie des îles Pitcairn repose essentiellement sur la pêche, l'agriculture et le domaine de premier niveau .pn.

## Sources
L'utilisation du nom de domaine des îles, .pn, a remplacé la vente de timbres-poste comme source de revenus principale. L'activité économique est néanmoins très précaire, reposant principalement sur la pêche et l'agriculture : les sols fertiles de la vallée permettent de cultiver une grande variété de fruits et de légumes (agrumes, canne à sucre, pastèques, bananes, haricots, ignames).
L'archipel tire également des revenus des dividendes et intérêts des investissements effectués et de la diaspora : 10 000 personnes sont répertoriées comme descendants des mutins, principalement sur l'île Norfolk. Les produits de l'artisanat local sont vendus aux bateaux et aux touristes de passage. L'archipel ne possède qu'un débarcadère pour petits baleiniers et le bateau de ravitaillement de Nouvelle-Zélande ne vient que trois fois par an.

## Dépendances
La Marine nationale française effectue des missions régulières de ravitaillement en combustible (pour les baleinières, les générateurs électriques et les quads des habitants, principaux moyens de locomotion sur l'île) avec le remorqueur-ravitailleur Revi basé à Papeete (Tahiti, Polynésie française). Un médecin prend part à la mission et consulte sur place ceux qui en font la demande.